# 一度行ってきました
『一度行ってきました』（いちど いってきました、原題：한 번 다녀왔습니다）は、2020年に放送された韓国のテレビドラマ。同年3月28日から9月13日までKBS週末連続ドラマとして放送された。
チキン店を営む夫婦とそのそろって離婚した4人の子供をめぐる喜劇で、2020年のKBS演技大賞で一家の父親ソン・ヨンダル役を務めたチョン・ホジンが大賞を受賞した。

## あらすじ
ソン・ヨンダルとチャン・オクプン夫婦はチキン店を営んでいる。夫婦には子供が4人いるが、スタントマンをしている長男と元客室乗務員の長女は二人とも離婚していて、実家で一緒に暮らしている。さらに末っ子の娘が結婚してすぐに実家に戻って来てしまう。次女は夫と共に医師として同じ病院で勤務しているのだが、夫と言い争いが絶えず、次女夫婦も離婚してしまう。

## キャスト

### ソン家
ソン・ナヒ（ソン家の次女）：イ・ミンジョン
ヒロイン。小児内科医。
夫のギュジンとは自身が流産してから、夫婦仲が冷え切った。
ソン・ヨンダル（ソン家の父親）：チョン・ホジン
龍州（ヨンジュ）市場繁栄会会長。チキン店経営。
過去に妹を失ってから、ずっと心に傷を負っている。
チャン・オクブン（ソン家の母親）：チャ・ファヨン
チキン店経営。
娘達の結婚問題でショックを受けてしまう。
ソン・ガヒ（ソン家の長女）：オ・ユナ
元キャビンアテンダント。
バツイチで息子のジフンを育てている。
ソン・ジュンソン（ソン家の長男）：オ・デファン
スタントマン。
ソン・ダヒ（ソン家の末っ子）：イ・チョヒ
旅行会社インターン。

### ユン家
ユン・ギュジン（ユン家の長男）：イ・サンヨプ
ナヒの夫。小児内科医。
ナヒとは現在、夫婦仲が冷え切っている。
チェ・ユンジョン（ユン家の母親）：キム・ボヨン
ナヒの姑。カフェ経営。
オクブンとは同郷の友人で犬猿の仲。
ユン・ジェソク（ユン家の次男）：イ・サンイ
ギュジンの弟。小児歯科医。

### その他
カン・チョヨン：イ・ジョンウン
龍州（ヨンジュ）市場の海苔巻き店経営。

## スタッフ
- 演出：イ・ジェサン
- 脚本：ヤン・ヒスン、アン・アルム
- 製作：KBS, STUDIO DRAGON, BON FACTORY WORLDWIDE

## 受賞
2020年 KBS演技大賞
- 大賞：チョン・ホジン（ソン・ヨンダル役）
- 最優秀女優賞：イ・ミンジョン（ソン・ナヒ役）
- 長編ドラマ 優秀演技賞(男性)：イ・サンヨプ（ユン・ギュジン役）
- 長編ドラマ 優秀演技賞(女性)：イ・ジョンウン（カン・チョヨン役）
- ベストカップル賞：イ・ミンジョン & イ・サンヨプ、チョン・ホジン & イ・ジョンウン、イ・サンイ & イ・チョヒ
- 作家賞：ヤン・ヒスン（脚本家）
- 人気賞：イ・サンヨプ（ユン・ギュジン役）
- 助演賞（男性）：オ・デファン（ソン・ジュンソン役）
- 助演賞（女性）：オ・ユナ（ソン・ガヒ役）
- 新人演技賞（男性）：イ・サンイ（ユン・ジェソク役）
- 新人演技賞（女性）：イ・チョヒ（ソン・ダヒ役）
- 青少年演技賞（男性）：ムン・ウジン（キム・ジフン役）
- 青少年演技賞（女性）：イ・ガヨン（ソン・ソヨン役）

2020 APAN STAR AWARDS
- 最優秀演技賞連続ドラマ部門（男性）：イ・サンヨプ（ユン・ギュジン役）
- 最優秀演技賞連続ドラマ部門（女性）：イ・ミンジョン（ソン・ナヒ役）
- 優秀演技賞連続ドラマ部門（男性）：イ・サンイ（ユン・ジェソク役）

## 日本での放送
日本での放送は2020年、KBS WORLDで6月27日から放映され、現在は放送を終了している。WOWOWでも2021年に放送された。
放送チャンネルによって、話数がオリジナルの話数と異なる事がある。
- KBS World：2020年6月27日[5] - 2020年12月13日[6]（毎週土・日 21時40分 - 23時00分）※二話連続放送
  - 同上：2020年6月28日[7] - 2020年12月19日[8]（毎週土・日 10時30分 - 11時50分）※再放送、二話連続放送
  - 同上：2020年7月6日[9] - 2020年12月22日[10]（毎週月・火 12時25分 - 13時45分）※再放々送、二話連続放送
- WOWOW：2021年6月17日[11] - 2021年8月26日[12]（毎週月〜金 8時30分 - 9時45分）※50話版で放送
- 日テレプラス：2022年1月24日[13] - 2022年2月28日（毎週月〜金 16時30分 - 19時00分）※二話連続、50話版で放送
  - 同上：2022年4月25日 - 2022年7月13日（毎週月〜金 17時45分 - 19時00分）※再放送
  - 同上：2022年7月7日 - 2022年9月16日 （毎週月〜金 10時15分 - 11時30分）※再放送
  - 同上：2022年10月21日 -  （毎週月〜金 9時00分 - 10時15分）※再放送
- BSテレ東：2022年5月11日 - 2022年8月22日（毎週月～金 15時54分 - 17時00分）※73話版で放送
- テレビ大阪：2022年10月21日 - （毎週月～金 8時30分 - 9時27分）※73話版で放送